# آيت إيكو موسى (عين جمعة)
آيت إيكو موسى هي إحدى مشيخات المملكة المغربية، تتبع جغرافيا لعمالة مكناس وإداريًا لعين جمعة. يقدر عدد سكانها بـ 6203 نسمة حسب الإحصاء الرسمي للسكان والسكنى لسنة 2004.